# Dood

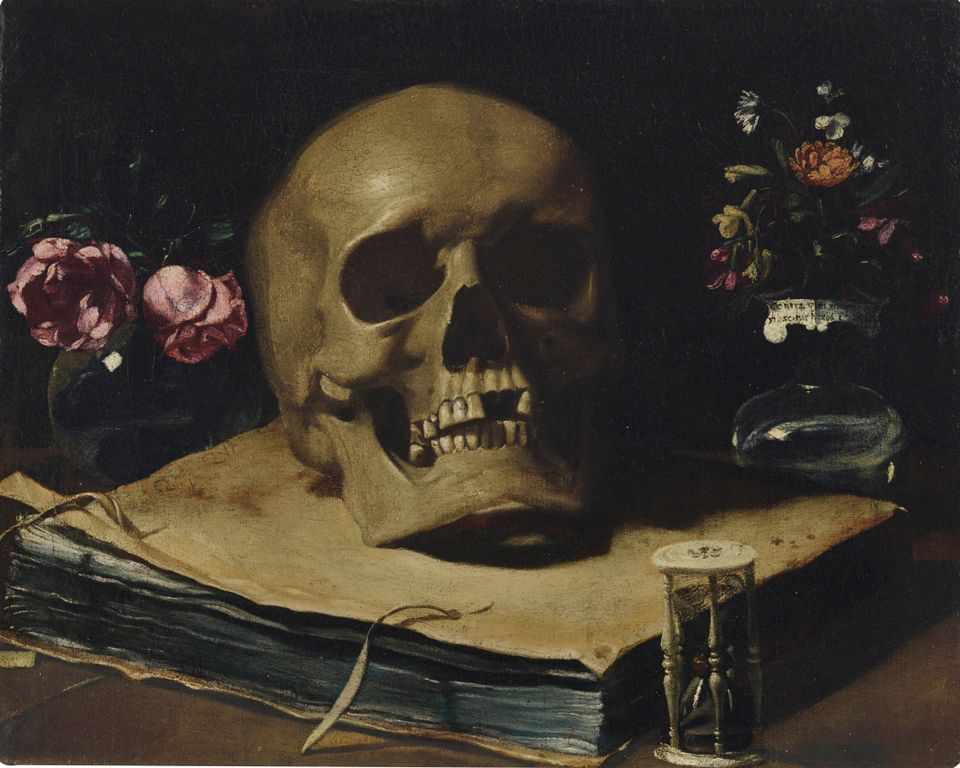
De menselijke schedel is het universele symbool van de dood, schilderij van Guercino

De dood is een onomkeerbare toestand waarbij een voorheen levend organisme geen stofwisseling of andere actieve levensfuncties meer heeft. Voor levende wezens die hersenen bezitten, wordt dood vaak gedefinieerd als het onherstelbaar geëindigd zijn van de gehele hersenfunctie (hersendood). De stoffelijke resten van een dood wezen zullen na verloop van tijd door natuurlijke processen afgebroken worden in een proces van ontbinding. Dood is een onvermijdelijke staat die uiteindelijk optreedt bij alle levensvormen. 
Het intreden van de dood kan het gevolg zijn van ziekte, veroudering of verwonding. De dood is bij de mens en andere gewervelde dieren te herkennen aan het stoppen van de ademhaling en de hartslag. Het concept 'dood' slaat in de algemene betekenis op het hele organisme, maar ook onderdelen van een organisme kunnen sterven. Wanneer bijvoorbeeld een stukje weefsel onvoldoende zuurstof aangevoerd krijgt, zullen de cellen in dit weefsel afsterven (necrose). 
De meeste culturen en religies hebben een idee van leven na de dood, waarin het bewustzijn of iets onstoffelijks van de mens niet eindigt maar in een of andere vorm voortleeft. Iedere cultuur gaat anders om met de dood. Vrijwel universeel is de ontwikkeling van diverse ceremoniën, rituelen en plechtigheden waarin de gestorvene wordt geëerd of herdacht, zoals in een begrafenis of crematie. Aan het begin van de 21ste eeuw stierven er wereldwijd ruim 56 miljoen mensen per jaar. Hart- en vaatziekten en kanker behoren verreweg tot de belangrijkste doodsoorzaken.

## Definities

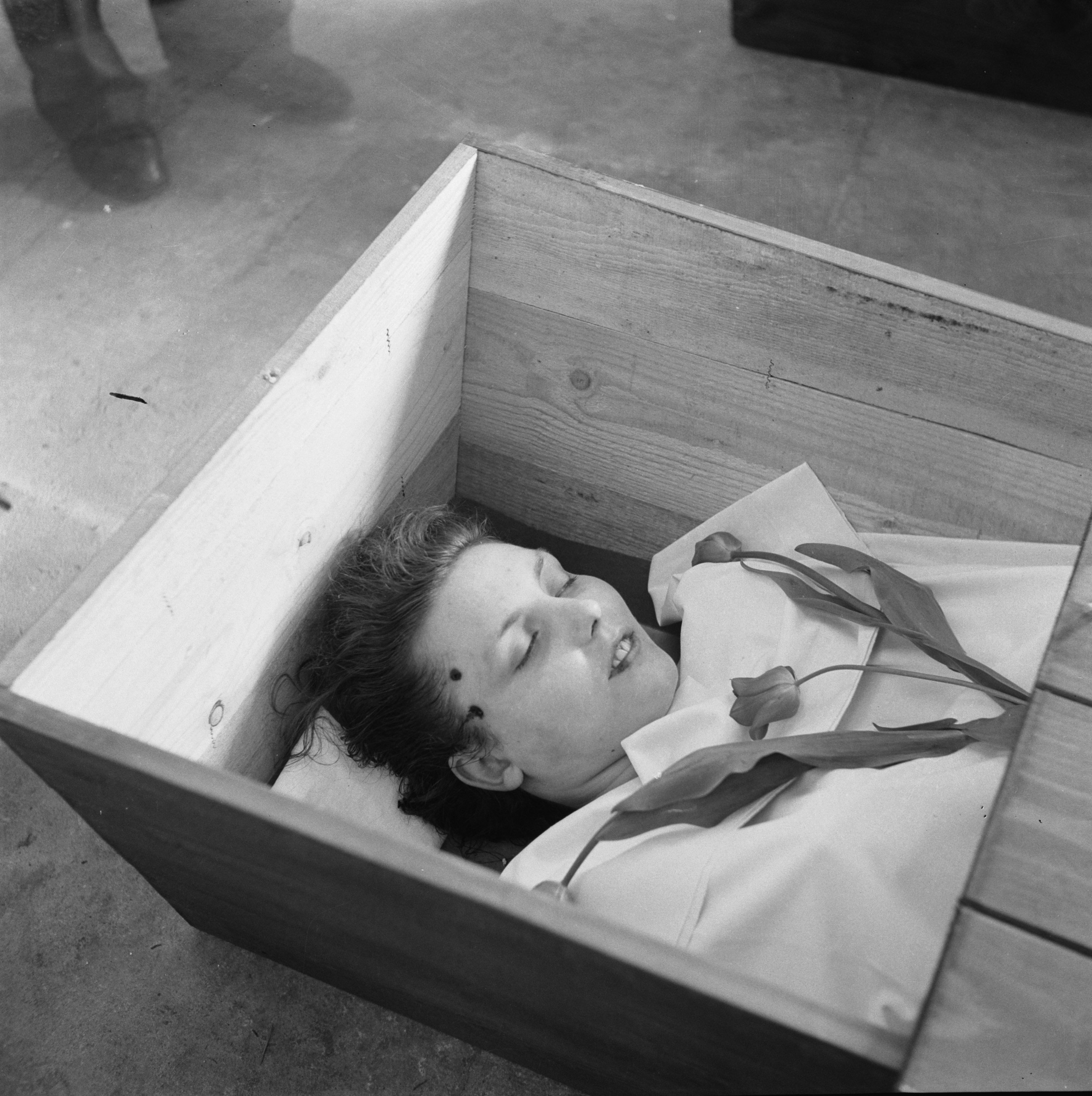
Een omgekomen verzetstrijdster ligt opgebaard in de Grote Kerk van Deventer, april 1945

In de geneeskunde onderscheidt men met betrekking tot mensen enkele verschillende definities van ‘dood’:
- Klinisch dood: toestand waarbij de ‘ABC’-functies afwezig zijn: ademhaling, bewustzijn en circulatie (bloedsomloop). Door middel van reanimatie kan deze toestand soms nog ongedaan worden gemaakt. Als dit niet gebeurt, treedt na 4 tot 6 minuten de biologische dood in.
- Biologisch dood: toestand waarbij ademhaling, bewustzijn en circulatie afwezig zijn en ook niet meer op gang kunnen worden gebracht. Onder meer in de context van orgaandonatie, als tegenhanger van hersendood, wordt dit ook wel hartdood genoemd.[1]
- Hersendood: toestand van de hersenen waarbij de vitale hersenfuncties zoals bewustzijn en het aansturen van de ademhaling door het ademhalingscentrum door beschadiging op cellulair niveau zijn uitgeschakeld. Het lichaam reageert op geen enkele pijnprikkel, de ogen reageren niet meer op licht en het EEG (elektro-encefalogram = registratie van de elektrische hersenactiviteit) vertoont geen activiteit. Herstel is niet mogelijk en zonder kunstmatige beademing/voeding en medicijnen zal de biologische dood snel intreden. Wel kan spontane activiteit van het hart aanwezig zijn (zie hartprikkel), waardoor de pompfunctie en daarmee de circulatie van het bloed blijven bestaan. Voornoemde toestand maakt de overledene geschikt als donor, aangezien de organen dankzij de bloedcirculatie intact blijven.

Hiernaast kent men nog de term juridisch dood; deze is in Nederland equivalent aan hersendood – althans, iemand die hersendood is, is voor de wet ook dood. De vitale functies kunnen dan met hart-longmachines nog in stand worden gehouden en het is wettelijk toegestaan om organen te verwijderen voor transplantatie. Iemand is ‘juridisch dood’ als de lijn die de elektrische activiteiten van de hersenen weergeeft bij registratie door middel van een EEG vlak is (hersendood).
De term juridisch dood wordt ook gehanteerd als sprake is van een langdurige vermissing van een persoon. Er is dan geen lijk, zodat het overlijden niet op medische wijze kan worden vastgesteld. Door iemand van wie vermoed is dat deze niet meer leeft, juridisch dood te verklaren, kan deze worden uitgeschreven uit het bevolkingsregister. Voor de wet is dan sprake van een officiële doodverklaring.

### Niet-lichamelijke dood
In het verleden bestond de burgerlijke dood als straf. Het hield in dat men al zijn rechten en bezit verloor. De Nederlandse grondwet van 1831 noemde de burgerlijke dood in het Burgerlijk Wetboek en stelde vast dat deze straf niet kon worden opgelegd. In het Nieuw Burgerlijk Wetboek (1992) wordt deze straf niet meer genoemd.
Binnen de (veelal evangelisch-)christelijke hoek kent men het begrip geestelijke dood, die geen betrekking heeft op het "fysiek dood zijn", maar op het "los van God zijn".

## Kenmerken

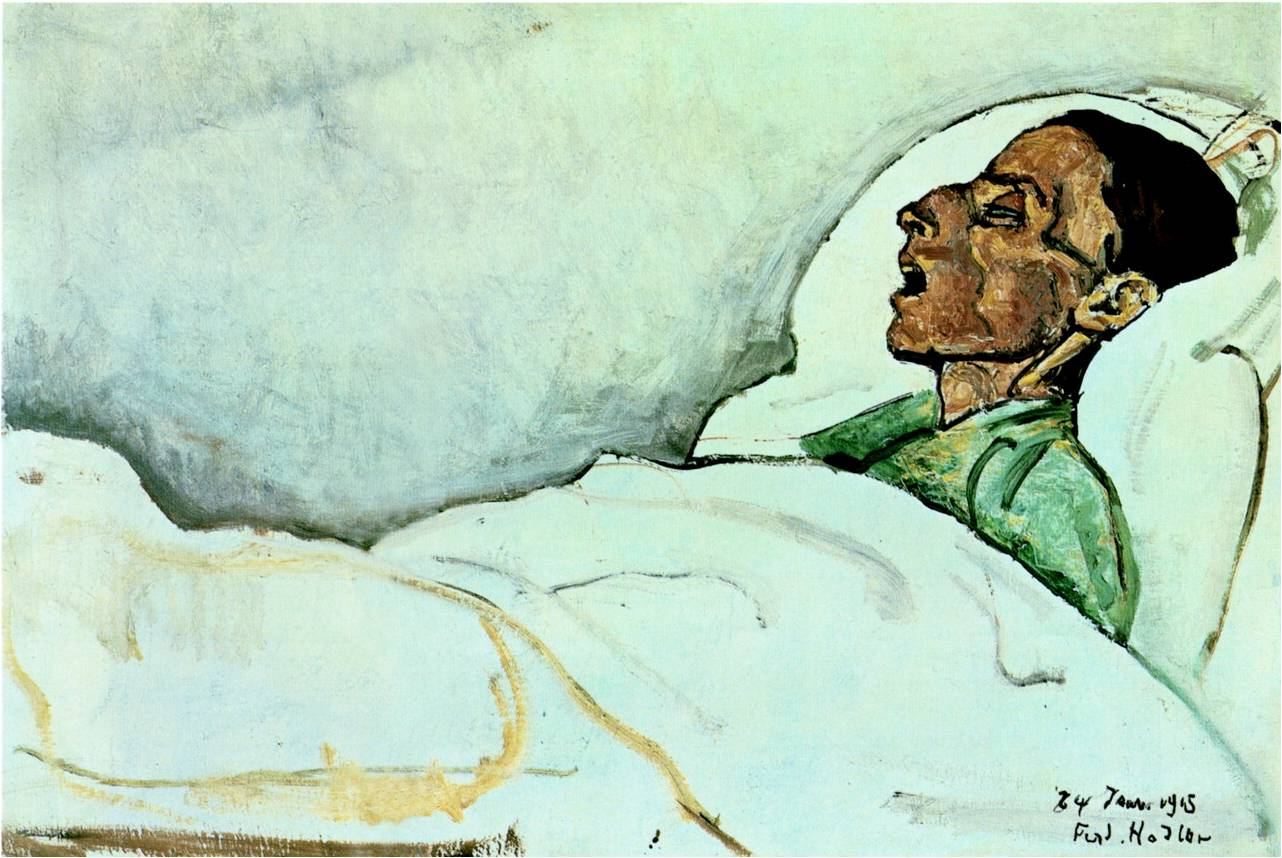
Valentine Godé-Darel tijdens haar doodsstrijd, een dag voor haar dood, geschilderd door Ferdinand Hodler.

De dood kenmerkt zich bij zijn naderen en intrede door een aantal specifieke verschijnselen die zich over korte of lange tijd (agonie = doodsstrijd) kunnen uitstrekken. Het betreft de aanwezigheid van al deze verschijnselen: afzonderlijke verschijnselen kunnen wijzen op lichamelijk disfunctioneren bij een levend persoon.
- Het uitvallen van de hartwerking uit zich als stilstand van het hart, verdwijnen van de polsslag en optreden van een grauwbleke huidskleur; het lichaam begint van de ledematen af koud en klam aan te voelen.
- De ademhaling, vaak onregelmatig geworden, eindigt abrupt of met enkele diepe teugen.
- Wanneer de werking van zintuigen en zenuwstelsel wegvalt, ontspannen de spieren zich en krijgt het gelaat een dof, ingezonken aspect met ingetrokken neusvleugels (Hippocratisch gelaat) en een verslapte onderkaak.
- Geleidelijk aan maakt een algehele stijfheid zich van het lichaam meester (rigor mortis = lijkstijfheid); de pupil van het oog reageert niet meer op lichtprikkels en het vrijwel zekere teken van de dood, het ‘breken’ van het oog, dit wil zeggen een troebeling van het hoornvlies, is duidelijk geworden.
- Pas enige uren later treedt het bloed uit de vaten en dit hoopt zich onderhuids op in de laagst gelegen delen van het lichaam tot lijkvlekken; daarna zetten ook de overige verschijnselen van ontbinding (autolyse) in, waardoor de stoffelijke resten de typische lijklucht gaan verspreiden.

## Ontbinding
Direct na het intreden van de dood begint het ontbindingsproces. De eerste fase hiervan bestaat bij mensen altijd uit:
- Livor mortis - lijkvlekken: na het overlijden zakt het bloed door de zwaartekracht (hypostase) en doordat de bloedcirculatie is gestopt, naar de laagst gelegen delen van het lichaam: deze kleuren daardoor paarsblauw (lijkvlekken), waar de hoger gelegen gedeelten bleek worden.
- Rigor mortis - lijkstijfheid: normaal gesproken zal na ongeveer 1 tot 4 uur na het overlijden lijkstijfheid optreden. Door chemische processen worden de na overlijden verslapte spieren stijf. Rigor mortis treedt als eerste op in de extremiteiten zoals de armen, de benen en het hoofd. Ook vormt zich kippenvel doordat rigor mortis optreedt in de in de huid gelegen spiertjes. Acht uur na het overlijden is deze lijkstijfheid volledig; na 48 uur neemt ze weer af als gevolg van diverse afbraakprocessen in het lichaam. Als er bij mensen sprake was van overlijden door of tijdens een lichamelijke stresssituatie (zoals een hartaanval tijdens het hardlopen) zal rigor mortis spoediger intreden dan wanneer het lichaam voorafgaand aan het overlijden in een toestand van rust verkeerde. In tegenstelling tot wat wel wordt gedacht, zal rigor mortis bij een hoge omgevingstemperatuur spoediger optreden dan in geval van koude. Dat komt doordat de onderliggende chemische reactie bij hogere temperatuur sneller optreedt. (De lijkstijfheid betreft geen samentrekking van het spierweefsel maar een irreversibel chemisch proces.)
- Algor mortis - lijkkoude: na het overlijden begint het lichaam af te koelen, door het uitvallen van stofwisselingsprocessen die warmte produceren. Ongeveer 12 uur na het overlijden voelt het lichaam koud aan, omdat het lichaam dan de temperatuur van de omgeving heeft aangenomen. Een en ander is natuurlijk sterk afhankelijk van de omgevingstemperatuur en de kleding en isolatie (waaronder het vetgehalte) van het lichaam. Lippen worden rimpelig (door uitdroging), oogbollen worden dof (doordat geen traanvocht meer wordt gemaakt en knipperen achterwege blijft), haar lijkt door te groeien (in eerste instantie doordat haar door rigor mortis bij de huid rechtop gaat staan en in latere fase door indroging en verschrompeling van de huid), de nagels lijken door de indroging en verschrompeling van de huid te groeien (dit vindt na verloop van tijd plaats). De mythe dat het haar en de nagels van een overledene zouden blijven doorgroeien is op voornoemde verschijnselen gebaseerd.

Vervolgens bestaan drie mogelijkheden waarop het lichaam tot verdere ontbinding kan overgaan.

### Putrefactie

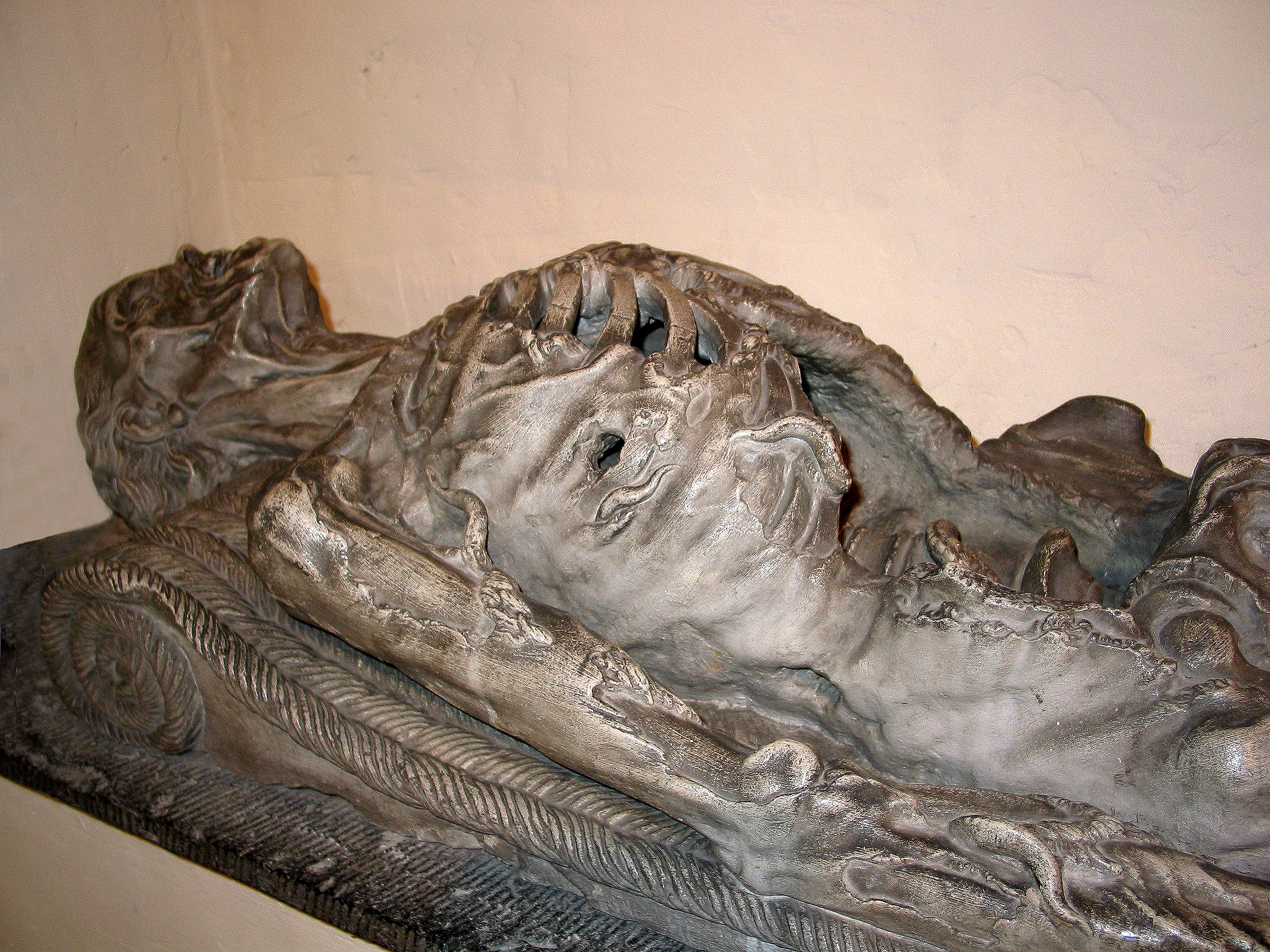
Beeld van een (deels verrot) menselijk lijk.

Putrefactie ofwel verrotting begint binnen drie dagen na het intreden van de dood. Hoe hoger de omgevingstemperatuur, des te sneller verloopt dit proces. Vele insecten leggen, als de mogelijkheid het toelaat, eieren in het dode lichaam. Dit zal in het algemeen niet gebeuren als het lichaam ver genoeg onder de grond ligt. Het lichaam begint van kleur te veranderen met als opvallendste kenmerk "het wegschieten van kleuren" langs de slagaders en aders, gelegen aan de huidoppervlakte (marmer tekening). Dit komt doordat het bloed begint te ontbinden en bacteriën de overhand krijgen. De kleur van de huid verdonkert ook.
Na verscheidene dagen kunnen de insectenlarven uit het lichaam beginnen te kruipen. Reinigende dieren zoals sommige knaagdieren beginnen van het lichaam te eten indien dit voor hen mogelijk is.
Ongeveer een week na het intreden van de dood beginnen gassen, die door bacteriële en chemische processen worden geproduceerd, opzwelling van het dode organisme te veroorzaken. De bacteriën die tijdens het leven nuttig waren, zoals de bacteriën in het spijsverteringskanaal, keren zich na de dood tegen het lichaam. Nu gebruiken diezelfde bacteriën het dode lichaam als voedselbron. Door deze processen worden de interne organen vloeibaar. Binnen twee weken na intreding van de dood komen producten van ontbinding uit de lichaamsopeningen, zoals uit de mond, de neus, de anus en eventuele andere lichaamsopeningen (bijvoorbeeld wonden). De stank van rotting is op dit moment zeer sterk aanwezig. Binnen enkele weken zal door de druk van het gas dat in het lichaam wordt geproduceerd en dat niet kan ontsnappen weefsel openspringen, waarbij lichaamsinhoud (ontbindingsproducten) vrijkomen. Enorme hoeveelheden insectenlarven kunnen uit het lichaam komen als insecten eerder de kans hebben gekregen om hier eitjes te leggen. Aaseters kunnen op dit moment gemakkelijk delen van het lichaam wegnemen, doordat het lichaam geen vast geheel meer is. Indien het om een mens gaat, worden de vrijkomende vloeistoffen opgenomen door de kleding van de overledene, de kistvoering, het bedmatras, de vloer of de grond. Op dit moment is het lichaam een zeer onsamenhangend voorwerp geworden, dat niet meer herkenbaar zal zijn als het individu dat het tijdens zijn leven geweest is.

### Mummificatie

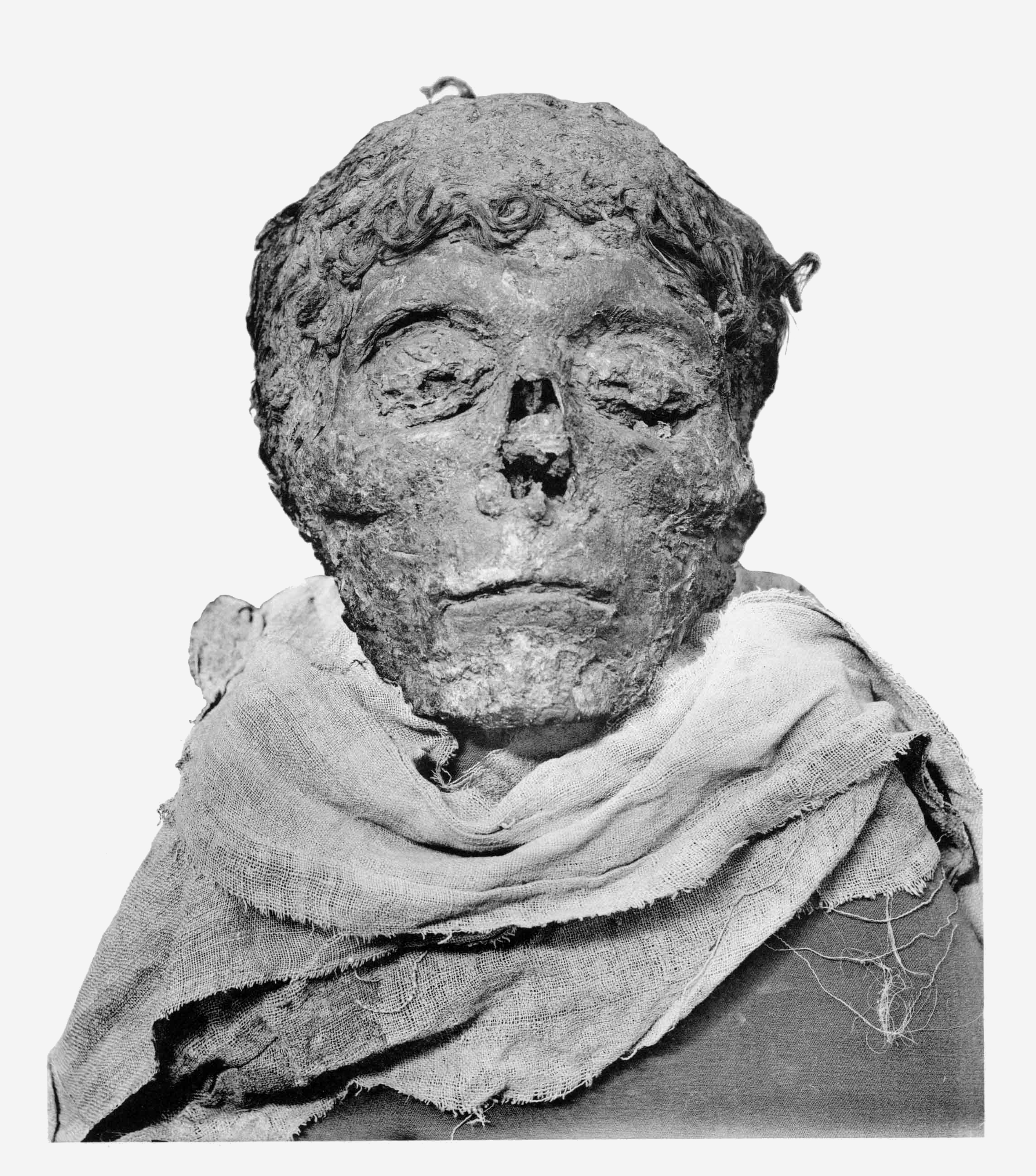
Hoofd van de mummie van Ahmose.

Mummificatie (indroging) ontstaat op een moment wanneer een lichaam uitdroogt door natuurlijke of door kunstmatige middelen. Twee omstandigheden zijn vereist voor mummificatie.
1. Een droge omgeving.
2. Lichaamsmassa: Mummificatie treedt eerder op als het lichaam van de overledene een lichaam betreft met weinig lichaamsvetmassa (in het algemeen een dun persoon). Zelden treedt mummificatie onder natuurlijke omstandigheden op bij te zware mensen. De oorzaak hiervan is de aanwezigheid van vocht in het lichaam. Vocht zorgt (samen met een hoge omgevingstemperatuur) voor een voorspoedig ontbindingsproces.[2]

In geval van mummificatie (indroging) begint dit eindproces ongeveer één maand na de dood, hoewel dit proces ook voorspoediger kan verlopen als de voorwaarden juist zijn, zoals de toestand van het lichaam van de overledene en de omgevingsinvloeden.

### Adipocire
Adipocire, ook wel lijkwas genoemd, ontstaat door verzeping van vetten in het overleden lichaam. Het is een bijproduct van het natuurlijke proces van decompositie en kan zich in zuurstofarme semi-vochtige of zeer natte milieus vormen. Het is een zeepachtige, wasachtige en in sommige gevallen kaasachtige substantie die uit het vet en zachte weefsels van een overleden persoon wordt gevormd. De vorming van adipocire is een natuurlijke vorm van ontbinding, waarbij de uiterlijke structuur van het lichaam grotendeels behouden blijft.

## Wetgeving
In Nederland bestaat verschillende wet- en regelgeving met betrekking tot overlijden, overledenenzorg en procedures rondom overlijden. De volgende wet- en regelgeving is van toepassing:
- Wet op de lijkbezorging
- Besluit op de lijkbezorging
- Lijkomhulselbesluit
- Wet toetsing levensbeëindiging op verzoek en hulp bij zelfdoding
- Wet op de orgaandonatie
- Hersendoodprotocol 2006

## Doodgeborene
In de Wet op de lijkbezorging wordt een minimale leeftijdgrens aangegeven wanneer sprake is van dood van een menselijk wezen, waarop de bepalingen van deze wet van toepassing zijn. In de wet staat:
"Doodgeborene: de na een zwangerschapsduur van ten minste vierentwintig weken ter wereld gekomen menselijke vrucht, welke na de geboorte geen enkel teken van levensverrichting heeft vertoond."
Dit wil niet zeggen, dat voor de benoemde vierentwintig weken zwangerschap biologisch gezien geen sprake van leven was.
Bij overlijden van een foetus voor de in de wet benoemde 24 weken zwangerschap spreekt men doorgaans van een miskraam. Bij overlijden van een foetus na vierentwintig weken zwangerschap spreekt men zoals in de wet staat aangegeven van een doodgeborene.
De in de wet aangegeven grens tussen een miskraam en een doodgeborene kan voor de ouders van een doodgeborene voor 24 weken zwangerschap problemen geven. Sociaal gezien is de status doodgeborene meer beladen en ernstiger dan in geval sprake is van een miskraam, dit terwijl in beide gevallen bij de ouders sprake kan zijn van evenredig verliesgevoel en rouwproces.

### Wettelijke grens
De wetgever heeft tijdens het maken van deze wet gekeken naar de medische mogelijkheden en het "vanaf moment" waarop het mogelijk moet zijn om met de huidige medische technieken een pasgeborene in leven te houden. Ten tijde van het ontstaan van deze wet was de medische techniek zo ver gevorderd, dat na 24 weken zwangerschap sprake was van "levensvatbaarheid".
De in de Wet op de lijkbezorging benoemde termijn van "ten minste vierentwintig weken zwangerschap" zal mogelijk in de toekomst moeten worden bijgesteld. De medische wetenschap is op dit moment zo ver, dat soms sprake is van levensvatbaarheid voor 24 weken zwangerschap. Door medische ontwikkelingen zal het in de toekomst waarschijnlijk regulier voorkomen dat sprake is van een steeds vroegere levensvatbaarheid.

## Lijkschouw
Na het overlijden wordt een lijkschouw verricht. In de meeste landen wordt dit gedaan door een arts, en in het geval dat er wordt vermoed dat er sprake is van een niet-natuurlijk overlijden wordt nader onderzoek ingesteld, bijvoorbeeld door de politie. Dit is in ieder land anders geregeld.

## Na de dood
Na de dood is wat betreft overledenenzorg alles gericht op onderzoek naar de doodsoorzaak (is deels wettelijk geregeld), en piëteitsvolle overledenenzorg met als doel een goede start van het rouwproces van de nabestaanden en gericht op conservering van de overledene. Binnen de in de wet gestelde termijn zal een uitvaart (begrafenis / crematie) plaatsvinden, met als uitzondering de overledenen die zich ter beschikking hebben gesteld voor de wetenschap.

### De overledenenschouw
De overledenenschouw vindt plaats volgens wettelijke richtlijn. Deze wordt verricht door de behandelend arts of door de gemeentelijke lijkschouwer. (zie hoofdstuk #Lijkschouw)

### Inwendige schouw (ook wel obductie/sectie)

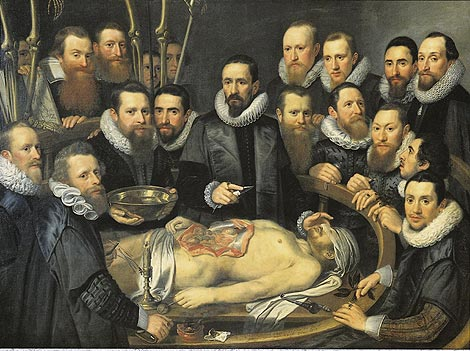
Anatomische les van Dr. Willem van der Meer, schilderij van Michiel Jansz. van Miereveld uit 1617.

Een onderzoek naar de doodsoorzaak kan de inwendige schouw of pathologisch onderzoek betreffen. De inwendige schouw wordt verricht door een patholoog-anatoom of een forensisch patholoog-anatoom.
Er bestaan drie soorten van inwendige schouw.
1. Reguliere inwendige schouw, waarbij de organen en weefsels in de borstholte en de buikholte worden onderzocht.
2. Inwendige schouw van de schedel, waarbij uitname van de hersenen plaatsheeft voor onderzoek.
3. Gerichte schouw van lichaamsdelen die niet tot de borst-/buikholte of de hersenen behoren. Dit onderzoek betreft geen reguliere schouw maar wordt gedaan als gericht onderzoek.

Er zijn drie redenen voor het realiseren van een inwendige schouw.
1. Nabestaanden willen helderheid over de doodsoorzaak. Dit kan van belang zijn om te kijken of sprake is van een doodsoorzaak door een erfelijke aandoening. De nabestaanden dienen toestemming te geven voor dit onderzoek. In geval nabestaanden geen toestemming geven dan vindt er geen inwendige schouw plaats.
2. De behandelend arts verzoekt dit onderzoek. Gekeken kan worden of de behandelend arts de juiste diagnose heeft gesteld en of de ingezette behandeling de juiste handelwijze was. Dit is ter lering voor de behandelend arts. Nabestaanden dienen toestemming te geven voor dit onderzoek. In geval nabestaanden geen toestemming geven dan vindt er geen inwendige schouw plaats.
3. In geval van een (vermoedelijk) niet natuurlijk overlijden een (mogelijke) misdrijf betreft zal een inwendige lijkschouw plaatsvinden. Bij deze lijkschouw worden sporen veilig gesteld en wordt onderzoek gedaan naar de primaire doodsoorzaak. Dit onderzoek heeft plaats in opdracht van de officier van justitie. Nabestaanden hebben geen inspraak omdat sprake is van inbeslagname van de overledene door justitie. Na vrijgave van de overledene door de officier van justitie (en dus na de inwendige schouw) staat de overledene weer ter beschikking van de nabestaanden. Deze inwendige schouw zal meestal plaatsvinden in het Nederlands Forensisch Instituut (NFI) (dit onder andere omdat veelal ook radiologisch onderzoek deel uitmaakt van het onderzoek), maar de mogelijkheid bestaat ook dat een forensisch patholoog van het NFI dit onderzoek verricht op locatie in een sectieruimte van een zorginstelling (dit dan voornamelijk als radiologisch onderzoek geen deel uitmaakt van het onderzoek).[2]

#### De hersenbank
Naast de beschreven mogelijkheden van inwendig schouw bestaat nog een uniek project van de Vrije Universiteit van Amsterdam (VU), waarbij onderzoek van de hersenen plaatsheeft. Dit betreft "De Hersenbank". Overledenen die tijdens leven aan een van de volgende ziektebeelden leden: dementie, multiple sclerose, Parkinson, depressie of schizofrenie, kunnen hun hersenen afstaan voor onderzoek naar het betreffende ziektebeeld. Men kan daarvoor bij leven afspraken maken met de Hersenbank en een hersencodicil invullen.

### Donatie
Na constatering van (hersen)dood kan, in geval toestemming is, een donatieprocedure plaatsvinden. De regelgeving van donatie en donatieprocedure is vastgelegd in de Nederlandse Wet op de orgaandonatie. In geval sprake is van donatieregistratie in het donorregister en/of na toestemming van de nabestaanden zal worden gekeken of de (hersen)dode in aanmerking komt voor donatiedoeleinden. Voor donatie bestaat onderscheid tussen hersendode donoren (heartbeating donor) en biologisch dode donoren (non-heartbeating donor).

#### Hersendode donoren (heartbeating donor)
In Nederland verzorgt een transplantatieteam de uitname van organen. In Nederland wordt dit gecoördineerd door de Nederlandse Transplantatie Stichting (NTS) vanuit haar Orgaancentrumfunctie. Zij kijken in hun database waar de betreffende organen wenselijk zijn, stuurt het transplantatieteam aan en draagt zorg voor verspreiding van uitgenomen organen. Heartbeating transplantatieorganen betreffen: de nieren, de lever, het hart, de longen, de alvleesklier, de eilandjes van Langerhans uit de alvleesklier en de dunne darm.
Voor aanvang van deze procedure treedt het hersendoodprotocol in werking (zie wetgeving).

#### Biologisch dode donoren (non-heartbeating donor)
In Nederland verzorgt de Nederlandse Transplantatie Stichting (NTS), die een vergunning heeft als Orgaancentrum, een coördinerende rol voor wat betreft uitname, bewerking en verspreiding van donatieweefsel. Non-heartbeating donatieweefsels betreffen: hoornvlies, huid, hartkleppen, bloedvaten en bot en peesweefsel.

### Overledenenzorg
Ook wel overledenenverzorging, postmortale zorg, laatste zorg of afleggen, heeft in principe plaats na de overledenenschouw. "In principe" omdat het in Nederland veelvuldig voorkomt dat de overledenenzorg plaatsheeft voor aanvang van de overledenenschouw. Door deze handelwijze wordt voor een zeer groot deel de mogelijkheid ontnomen dat de behandelend arts de doelstelling van de overledenenschouw volgens de wetgeving kan realiseren. Sporen die mogelijk bijdragen tot het opmerken van een (vermoedelijk) niet natuurlijke dood worden door deze handelwijze weggenomen.
De overledenenzorg wordt doorgaans in opdracht van de nabestaanden uitgevoerd door verpleging in een zorginstelling, mortuariumbeheer in een zorginstelling, een uitvaartondernemer of door de nabestaanden zelf. Ook bestaat de mogelijkheid dat nabestaanden de overledenenzorg realiseren samen met de benoemde disciplines.
Het doel van overledenenzorg is:
- respect voor de overledene.
- nabestaanden een goede start te geven van het rouwproces.
- onderdeel van religie (zoals een rituele wassing).
- voorbereiding op de conservering.

Als sprake is van non-heartbeating donatie zal (bepaalde onderdelen van) de overledenenzorg plaatsvinden na de donatieprocedure.

### Ter beschikking van de wetenschap
Tijdens leven bestaat de mogelijkheid om een contract af te sluiten met een medische faculteit om na overlijden het stoffelijk overschot beschikbaar te stellen voor de wetenschap. Na overlijden zal de medische faculteit kijken of het stoffelijk overschot geaccepteerd wordt (hieraan zijn voorwaarden verbonden). In geval de faculteit het stoffelijk overschot geaccepteerd heeft, vindt er geen begrafenis of crematie plaats. In geval het stoffelijk overschot niet wordt geaccepteerd dienen de nabestaanden zelf in een uitvaart te voorzien. Een dergelijk contract wordt slechts met één medische faculteit afgesloten. In geval de betreffende medische faculteit het stoffelijk overschot niet accepteert bestaat dus geen mogelijkheid om deze aan een andere medische faculteit aan te bieden.

### Restauratie in geval van trauma
Als door trauma het lichaam minder geschikt is om te tonen zal worden gekeken of een restauratie gerealiseerd kan worden. Doel van restauratie is dat een confrontatie plaats kan vinden en dat nabestaanden de mogelijkheid krijgen om afscheid te nemen van de overledene. Er bestaan bedrijven die gespecialiseerd zijn in restauratie van overledenen.

### De uitvaart
Binnen de in de wet gestelde termijn dient in een begrafenis of crematie te worden voorzien. Nabestaanden dienen zorg te dragen voor het realiseren van de uitvaart. Mochten er geen nabestaanden zijn of mochten nabestaanden niet kunnen of willen voorzien in een uitvaart, dan zal volgens de wet de gemeente van overlijden voorzien in een uitvaart.
Nabestaanden kunnen een uitvaartonderneming inschakelen die binnen zijn mogelijkheden en beperkingen volgens de wens van de nabestaanden (of de wens van de overledene) de uitvaart realiseert. In de Nederlandse Wet op de lijkbezorging staat: “De lijkbezorging geschiedt overeenkomstig de wens of de vermoedelijke wens van de overledene, tenzij dat redelijkerwijs niet gevergd kan worden.” Nabestaanden kunnen ook zelf in een uitvaart voorzien zonder het inschakelen van een commerciële uitvaartondernemer. Men dient zich dan wel aan wettelijke regelgeving te houden en regelingen te treffen om de uitvaart te realiseren. De periode van sterven tot aan de uitvaart wordt veelal gebruikt voor rouwbezoeken en afscheidviering.

### Conservering van de overledene
Na overlijden dient zo spoedig als mogelijk conservering van de overledene plaats te vinden.
In Nederland bestaan drie wettelijk toegestane mogelijkheden tot conservering:
1. Koelen (3 – 5 graden Celsius).
  1. Koelruimte
  2. Bedkoelsysteem
  3. Kistkoelsysteem
2. Thanatopraxie (milde vorm van balsemen).
3. Graszodenmethode (alternatieve vorm van conserveren).[2]

## Behandeling van een overledene op zee
Een overlijden op zee valt onder het zeerecht. Een arts van RMA moet (op afstand) de dood vaststellen. De gezagvoerder of kapitein houdt zich bezig met zaken als het opstellen van een akte voor het scheepsjournaal en de verdere behandeling van het lichaam. Bij een niet-natuurlijke dood moet de gezagvoerder een onderzoek instellen en het lijk bewaren voor lijkschouw.

## Cultuur
In de cultuur wordt de dood vaak gepersonifieerd door het levend geraamte Magere Hein, die overeenkomsten heeft met Vadertje Tijd, maar in de Middelnederlandse allegorie Spyeghel der salicheyt van Elckerlijc heet hij eenvoudig de Dood. Een veelvoorkomend thema is de dodendans. In de Griekse mythologie wordt Thanatos (Dood) beschouwd als een broer van Hypnos (Slaap). De dood is ook prominent aanwezig in de literatuur met titels variërend van het poëtische Der Tod in Venedig van Thomas Mann tot het kordate Death van Woody Allen. Van de 78 Tarotkaarten is nummer 13 de Dood, hoewel dit meestal niet de dood zelve betekent, maar verandering. In het volgende fragment zinspeelt de dichter erop dat de dood een overgang is, en het lichaam een cocon waaruit na de dood een vlinder verrijst:
In je cocon als onberoerd van vele vragen
slaapdronken wiegend in de armen van de dood
nog mooi steeds met je haren zacht
om je wasbleke gelaat
verglijd je langzaam in zijn koele schoot
Versluierd in je ogen die me eens zoveel bewaarden
rust je nu verstild in je gebaren
alsof nooit je lichaam me had toebehoord
verlaat je me
berustend, zonder zelfs een laatste woord— Fragment uit het gedicht 'Cocon', J.Grandgagnage

## Angst voor de dood
De gedachte aan sterven en de dood wekt bij veel mensen angstgevoelens op. Psychologen onderscheiden angst voor het verlies van mensen met wie men een bijzondere band heeft, en al dan niet buitensporige angst voor het eigen overlijden; anderzijds zijn sommige vormen van angst voor het verlies van geliefden geworteld in de confrontatie met de eigen sterfelijkheid.
Angst voor het eigen overlijden manifesteert zich in een spectrum van omgangsstrategieën die, naargelang van hun aard en intensiteit, therapeutisch kunnen werken of de kenmerken van een neurose of zelfs een psychose kunnen aannemen.
Tot de vaak voorkomende omgangsstrategieën behoren:
- creativiteit ("eeuwig voortleven in zijn creaties")
- liefde
- humor
- intellectualisatie
- voortplanting
- obsessief gedrag
- intensief leven
- godsdienstig geloof
- herinneringen en monumenten
- risicogedrag, extreme en gevaarlijke sporten
- compulsief gokken
- dissociatie
- ontkenning
- zelfmoord
- projectie en moord

## Religie

Dit doodskistje lijkt misschien een macaber stukje speelgoed, maar dat is het allerminst. Het was een voorwerp om te overdenken: kistjes als deze moesten mensen herinneren aan hun sterfelijkheid. De dood kan op elk moment toeslaan. Daarom werd het van groot belang geacht dat iedereen zich voorbereidde op het einde van het aardse leven en de toekomst in het hiernamaals. Museum Catharijneconvent, 17e eeuw

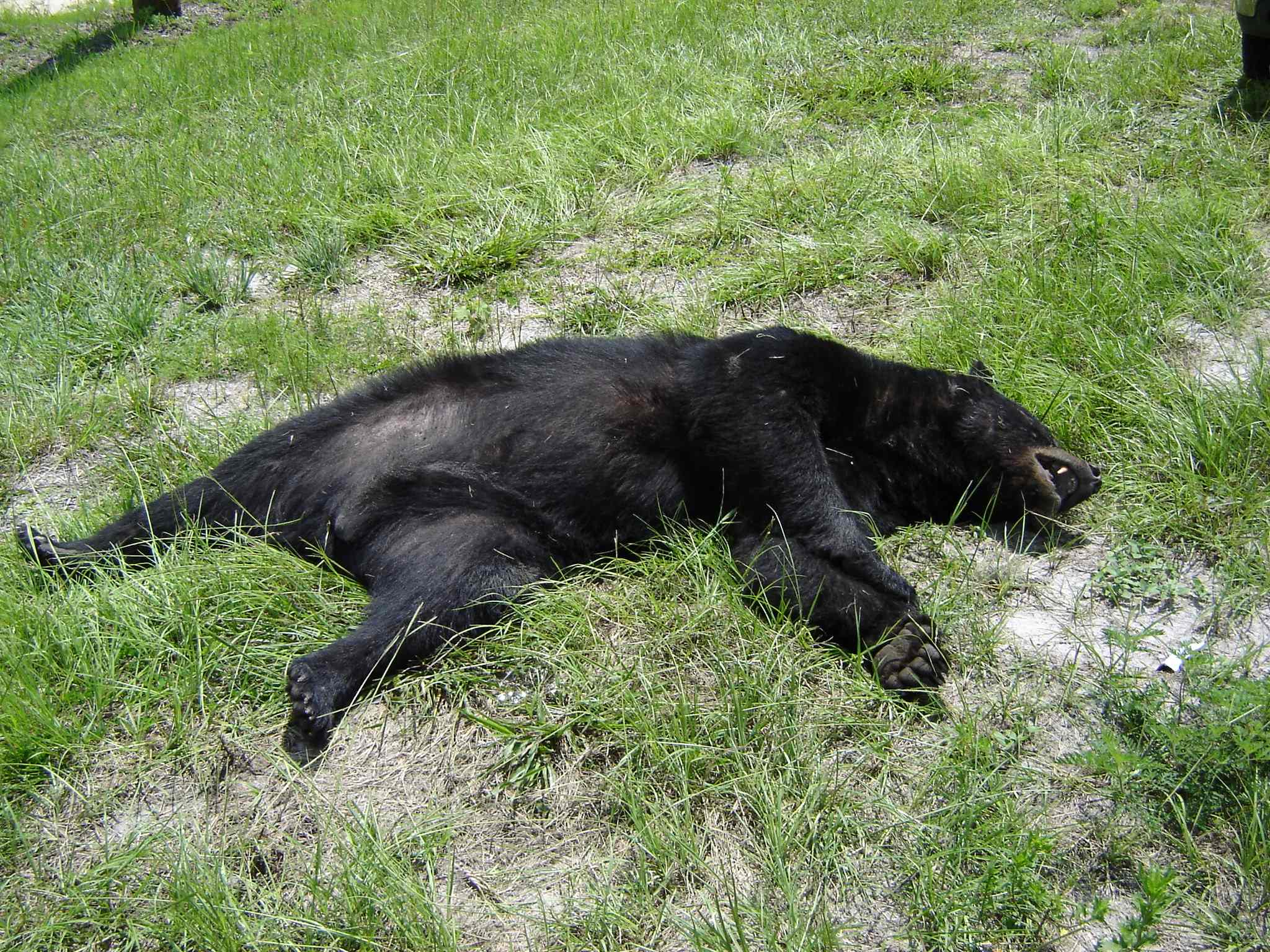
Een dode zwarte beer in Florida, VS

De dood heeft de mens altijd gefascineerd. Het is een onlosmakelijk aspect van leven, ongeacht tijd, plaats of cultuur. Mensen gaan wel op verschillende manieren om met de dood. Ook de ervaring een ander mens te zien sterven, geeft te denken. In de meeste religies is sprake van een overwinning op de dood of van een voortleven na de dood. In oosterse religies gelooft men in wedergeboorte of reïncarnatie. Parinibbana vindt in het boeddhisme plaats bij het overlijden van iemand die het Nirvana bereikt heeft. Het Tibetaans Dodenboek gaat specifiek in op wat er precies gebeurt tussen dood en wedergeboorte. In de discussie over het leven na de dood moet men de vraag stellen of de mens persoonlijk en bewust dan wel onpersoonlijk en onbewust voortleeft. Hierover schreef Kees Stip in 1950 in zijn verslag van de tragische dubbele zelfmoord van Pyramus en Thisbe:
 De liefde bij ons doden kent
 geen strikt persoonlijk element.
 't Is alles eender, vijand, vrind,
 zijn even lief, even bemind.
Bij meditatie over de dood reflecteert men tijdens de meditatie over verschillende aspecten van dood zijn of dood gaan.

## Dierenwereld
Ook dieren lijken soms blijk te geven van een voorgevoel van de naderende dood. Volgens een oud volksgeloof zingt een zwaan kort voordat hij sterft de spreekwoordelijke zwanenzang. Reeds Aischylos (±525 v.Chr.-456 v.Chr.) verwonderde zich over de voorspellende gave van deze dieren.

## Taal
Er bestaan vele verschillende, meer of minder eufemistische synoniemen voor het woord sterven. Er zijn weinig begrippen waar meer synoniemen voor bestaan.
Enkele bekende eufemismen in het Nederlands zijn: de eeuwige slaap, de pijp aan Maarten geven, het tijdelijke met het eeuwige verwisselen, de laatste reis maken, naar de andere kant gaan, het licht uit doen, de kuiten strekken. Enkele typisch religieuze eufemismen zijn: bij de Here zijn, tot zijn voorvaderen vergaderd worden, zijn schepper ontmoeten.
Omgekeerd wordt de dood bij name genoemd in vele spreekwoorden en uitdrukkingen waar geen sprake hoeft te zijn van een letterlijk sterven:
- Een broertje dood hebben aan iets: een grote afkeer hebben van iets[7]
- De een zijn dood is de ander zijn brood: het ongeluk van de een is een voordeel voor een ander
- Hij is als de dood: hij is ergens heel bang voor

### Gebarentaal
Voorts zijn er ook handgebaren om de reis over de Styx aan te duiden. Een bekende is de rechterhand voor de nek langs te bewegen in een horizontale lijn. Duikers maken deze beweging om een tekort aan zuurstof aan te duiden, daarmee duidend op een acute noodsituatie die de dood tot gevolg kan hebben. Een minder gangbaar gebaar is de rechterwijsvinger horizontaal gekruist over een verticale linkerwijsvinger te plaatsen ter hoogte van het tweede kootje van de linkerwijsvinger.

### Lijsten

#### Recent overleden personen
1900 ·
1901 ·
1902 ·
1903 ·
1904 ·
1905 ·
1906 ·
1907 ·
1908 ·
1909 ·
1910 ·
1911 ·
1912 ·
1913 ·
1914 ·
1915 ·
1916 ·
1917 ·
1918 ·
1919 ·
1920 ·
1921 ·
1922 ·
1923 ·
1924 ·
1925 ·
1926 ·
1927 ·
1928 ·
1929 ·
1930 ·
1931 ·
1932 ·
1933 ·
1934 ·
1935 ·
1936 ·
1937 ·
1938 ·
1939 ·
1940 ·
1941 ·
1942 ·
1943 ·
1944 ·
1945 ·
1946 ·
1947 ·
1948 ·
1949 ·
1950 ·
1951 ·
1952 ·
1953 ·
1954 ·
1955 ·
1956 ·
1957 ·
1958 ·
1959 ·
1960 ·
1961 ·
1962 ·
1963 ·
1964 ·
1965 ·
1966 ·
1967 ·
1968 ·
1969 ·
1970 ·
1971 ·
1972 ·
1973 ·
1974 ·
1975 ·
1976 ·
1977 ·
1978 ·
1979 ·
1980 ·
1981 ·
1982 ·
1983 ·
1984 ·
1985 ·
1986 ·
1987 ·
1988 ·
1989 ·
1990 ·
1991 ·
1992 ·
1993 ·
1994 ·
1995 ·
1996 ·
1997 ·
1998 ·
1999 ·
2000 ·
2001 ·
2002 ·
2003 ·
2004 ·
2005 ·
2006 ·
2007 ·
2008 ·
2009 ·
2010 ·
2011 ·
2012 ·
2013 ·
2014 ·
2015 ·
2016 ·
2017 ·
2018 ·
2019 ·
2020 ·
2021 ·
2022 ·
2023 ·
2024 ·
2025

#### Personen volgens doodsoorzaak
- Lijst van personen overleden door verdrinking
- Lijst van geëxecuteerde personen
- Lijst van personen die zich doodgelachen hebben
- Lijst van vermoorde personen
- Lijst van bekende personen omgekomen bij een vliegtuigongeval
- Lijst van personen die zichzelf gedood hebben
- Lijst van politieke moorden in Europa in de 20e eeuw
- Lijst van verkeersongevallen
- Lijst van sporters overleden tijdens de beoefening van hun sport
- Lijst van personen overleden aan de coronapandemie

#### Overige lijsten van overleden personen
- Lijst van mensen die op hun verjaardag overleden

eicel · zygote · embryo · foetus · baby · peuter · kleuter · kind · puber · adolescent · volwassene · oudere · bejaarde
- Biblioteca Nacional de España: XX525535
- Bibliothèque nationale de France: cb119325308 (data)
- Gemeinsame Normdatei: 4060294-1
- Historisch woordenboek van Zwitserland: 027291
- Library of Congress Control Number: sh85036085
- Nationale Bibliotheek van Letland: 000048910
- National Archives and Records Administration: 10639416
- Bibliotheek van het Japanse parlement: 00570389
- Nationale Bibliotheek van Tsjechië: ph116193
- Nationale Bibliotheek van Israël: 987007543363505171
- TDVİA: olum